# Margarita Parra Álvarez
Margarita Parra Álvarez (Valencia, 5 de noviembre de 1958) es una química española. Catedrática de la Universidad de Valencia del Departamento de Química Orgánica desde octubre del 2010.
En la actualidad, se dedica a la docencia en la Universidad de Valencia y a dirigir varios proyectos de investigación para máster y grado, ejerciendo a la vez su papel como catedrática de la misma.

## Biografía
Margarita Parra Álvarez nació en Valencia el 5 de noviembre de 1958. Hija única de un abogado de origen valenciano y de una secretaria de origen madrileña.
Realizó sus estudios en la ciudad de Valencia y posteriormente ingresó en la Universidad. Su interés por la rama de ciencias nació de sus profesores de la infancia, lo cual le despertó una gran curiosidad por la química.

### Carrera científica
Comenzó sus estudios en 1976 en la Facultad de Química de la Universidad de Valencia, en el “Campus de Burjassot”,  según el plan de estudios de 1973. Se especializó en la rama de Química Orgánica y posteriormente se doctoró en Química en 1986 en la Universidad de Valencia (tesis:Componentes químicos de Centaurium linarifolium (Lamark) G. Beck), siendo a su vez becaria FPI (Formación del personal investigador) de 1983-1986 de la Universidad.
Al obtener el doctorado recibió una plaza como profesor ayudante LRU (1986-1988), lo cual pudo compaginar con una estancia de un año posdoctorado en Imperial College London. 
Estos estudios realizados le permitieron obtener una plaza como profesora EU interina hasta 1990. Al finalizar estuvo un año como profesora TU interina (1990-1991) y posteriormente como profesora TU de la Universidad de Valencia (1991-2010). 
También fue coordinadora del proyecto de Grado en Química de la Universidad de Valencia.
En octubre de 2010 fue nombrada catedrática de la Universidad de Valencia en el área de química orgánica.
Realizó una estancia de 2 meses en la Universidad de Salamanca por colaboración en un proyecto de investigación de síntesis de tetrahidropiranos 2,2,6,6-tetrasustituidos como intermedios clave en la síntesis de metabolitos marinos.
Actualmente se dedica a la cátedra y a la docencia en la Universidad de Valencia. 
Asimismo, colabora en la investigación del Instituto Interuniversitario de Investigación de Reconocimiento Molecular y Desarrollo Tecnológico (IDM)
Dentro de la línea de investigación encontramos diversos temas entre los cuales destacan los siguientes campos:
- Estructura y reactividad de dianiones de ácidos carboxílicos
- Aislamiento y caracterización de Productos Naturales
- Quimiosensores

## Publicaciones
De entre sus múltiples publicaciones pueden destacarse los artículos publicados en revistas científicas especializadas como: Journal of Natural Products,  Journal of the Chemical Society,  Tetrahedon,  Tetrahedon Letters, entre otras.
Además ha participado en la publicación de libros especializados como el publicado en el año 2007,  por la Universidad de Valencia, por el Servicio de Formación Permanente,  titulado “10 Experiencias en innovación educativa: Jornada de intercambio de ideas entre docentes de química de universidades valencianas” para la Formación de PDI, de 78 páginas.
Como investigadora, Margarita Parra ha publicado distintas patentes, junto con otros investigadores, como:
- R. Mestres, A. Tortajada, M.J. Aurell, M.Parra, S.Gil, L. Ceita y A. Simó, Procedimiento para la preparación de ácidos Retinóicos aromáticos y sus derivados (1992). UNVA- Universidad de Valencia (España)
- R. Mestres, M.J. Aurell, M.Parra, S.Gil, A.Tortajada, Procedimiento para la preparación de ácidos Retinóicos y sus derivados (1991). UNVA- Universidad de Valencia (España)
- Raul Gotor; Margarita Parra; Salvador Gil; Ana María Costero, Método Colorimétrico de detección del anión cianuro (2013). UNVA-Universidad de Valencia (España)

## Premios y reconocimientos
Su labor como docente ha sido tan destacable que le han concedido el premio de Docencia de Calidad Facultad de Química de la Universidad de Valencia durante los años 2006, 2007 y 2018.
En 2023 fue reconocida como una de las 25 personas más influyentes en España en el área de ciencia y tecnología.